# KCTV-Tower
Der KCTV-Tower ist ein 317,6 Meter hoher freistehender Stahlfachwerkturm in Kansas City (Missouri) zur Verbreitung von Fernseh- und Hörfunkprogrammen im UKW-Bereich. Der Turm wurde 1956 errichtet und gehört zu den höchsten freistehenden Stahlfachwerktürmen der Welt.
Der Sendeturm gehört dem privaten Fernsehsender KCTV und steht direkt neben dessen Studios in der 31. Straße in 125 Ost Kansas City. KCTV ist der regionale Partner von CBS in Kansas City und strahlt sein Programm mittlerweile digital (Digitalkanal 24.3, HDTV 1080i) ab. Der markante Sendeturm diente lange als Markenzeichen im Logo des Senders.

## Geschichte
Die historische Station KCMO-TV begann 1955 mit dem Bau des damals höchsten freihstenden Stahlturms (ohne Abspannungen) der USA. Im Februar 1956 wurde das erste Signal von Antennen auf dem Turm abgestrahlt. Die Baukosten beliefen sich auf 420,000 USD; 600 Tonnen Stahl und 26.000 Schrauben wurden verbaut. Die vertikale Kragarmkonstruktion misst am Sockel eine Breite von 24,38 m.
Der Turm ist ein festes Element im Stadtbild von Kansas City und Teil der Stadtgeschichte. 1972 kletterten zwei Aktivisten auf die Spitze des Turmes, um gegen den Vietnamkrieg zu protestieren. Sie verhartten 14 Stunden auf dem Bauwerk. Der sonst angestrahlte Turm blieb während der Ölkrise 1973 dunkel, um die Bürger der Stadt zum Energiesparen zu mahnen. In den 1980er gab es ernsthafte Überlegungen, den Turm soweit umzugestalten, dass er wie ein gigantisches Saxophon aussieht, um an das Erbe des Jazz in Kansas zu erinnern. Nach den Attentaten des 1. Septembers 2001 wurden die Leuchtmittel am Turm in die Farben Rot, Weiß und Blau – den Nationalfarben der USA getauscht.
Herabstürzende Eiszapfen beschädigten immer wieder Gebäude im Umfeld des KCTV-Towers.